# Projekt 204
Projekt 204 (v kódu NATO třída Poti) byla třída protiponorkových korvet sovětského námořnictva z doby studené války. V sovětské klasifikaci to byly malé protiponorkové lodě. Celkem bylo postaveno 66 plavidel této třídy. Do služby byly zařazeny v letech 1960–1968.

## Stavba

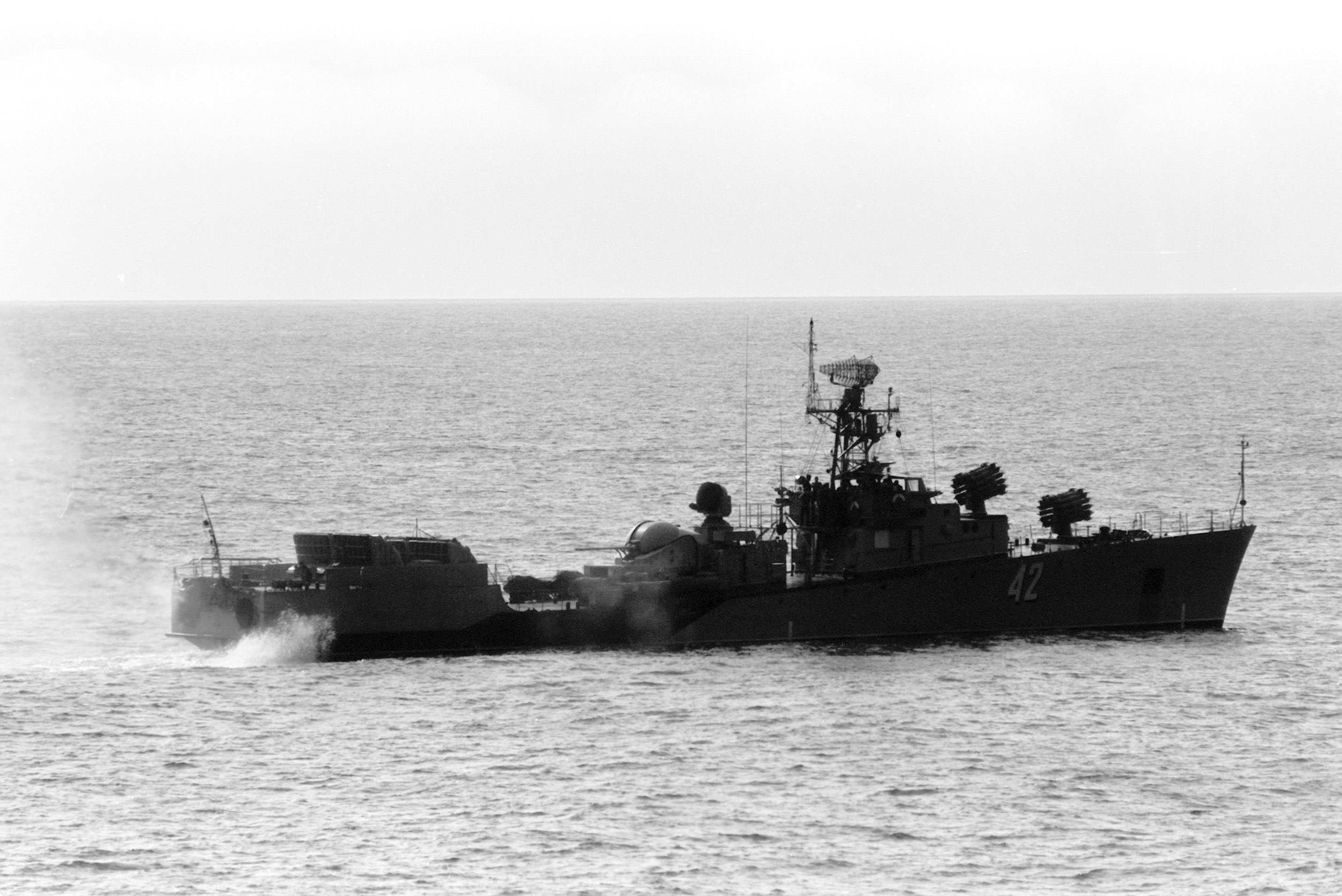
Bulharská korveta Bditělnyj

Stavěny byly v letech 1961–1968. Pro sovětské námořnictvo bylo postaveno celkem 69 jednotek, přičemž po třech dalších jednotkách odebrala námořnictva Rumunska a Bulharska.

## Konstrukce

### Projekt 204
Mezi jednotlivými plavidly mohly existovat odlišnosti ve složení elektroniky a typech turbín a dieselů. Standardně byla vybavena vyhledávacím radarem MR-302 Rubka, navigačním radarem Donets, radarovým systémem Bizan-4B a sonarem MG-312 Titan-2. Výzbroj tvořily dva 57mm kanóny AK-725 ve věži za hlavní nástavbou. Vybaven byl systémem řízení palby MR-103 Bars. K ničení ponorek sloužily dva vrhače raketových hlubinných pum RBU-6000 na přídi a čtyři jednohlavňové 406mm torpédomety OTA-40-204, vyzbrojené čtyřmi torpédy SET-40. Pohonný systém tvořily dvě plynové turbíny a dva dieselové motory. Nejvyšší rychlost dosahovala 35 uzlů. Dosah byl 2500 námořních mil při rychlosti čtrnáct uzlů, nebo 350 námořních mil při rychlosti 33 uzlů.

### Projekt 204E
Rumunské korvety měly mírně menší výtlak a ponor. Odlišné bylo složení elektroniky a výzbroje, například radarový systém Bizan-4A, navigační radar Donets-2 a sonar GS-572 Gerkules-2M. Nesly dva 57mm kanóny AK-725, dva systémy RBU-2500 a dva 533mm torpédomety se dvěma torpédy. Součástí jejich pohonného systému byly slabší diesely M-503V o celkovém výkonu 6600 hp. Nejvyšší rychlost klesla na 32 uzlů.

## Uživatelé
Bulharsko
- Bulharské námořnictvo – Šest korvet projektu 204.[1]

 Rumunsko
- Rumunské námořnictvo – V letech 1968–1969 dodány tři korvety projektu 204E.[1]

 Sovětský svaz
- Sovětské námořnictvo